# Agrilus sedlaceki
Agrilus sedlaceki es una especie de insecto del género Agrilus, familia Buprestidae, orden Coleoptera.
Fue descrita científicamente por Curletti, 2006.